# Antonio Lopes Suasso
Antonio Lopes Suasso, né à Bordeaux le 13 avril 1614 et mort à La Haye le 11 mars 1685, est un marchand hollandais et le plus riche juif portugais d'Amsterdam de son temps. Il vécut à La Haye vers la fin de sa vie. Suasso est le fondateur de la branche néerlandaise de la famille Lopes Suasso, qui s'est fait connaître, entre autres, grâce à un legs au Musée Municipal d'Amsterdam, qui s'appelait le musée Suasso vers 1900.

## Biographie
Suasso est le fils de Francisco et Isabeau Mendes. Il épousa Dona Violante de Pinto (1629-1706) le 14 juin 1654. Le couple eut sept enfants. Suasso est enterré dans le cimetière juif portugais d'Ouderkerk-sur-l'Amstel.
Suasso apporta un fort soutien financier et diplomatique au gouvernement espagnol. Il fut anobli en 1676 par le roi d'Espagne Charles II. Il devient baron d'Avernas-le-Gras.
Suasso était actionnaire de la Compagnie néerlandaise des Indes occidentales.
La famille de Suasso a beaucoup fait don à la ville d'Amsterdam, y compris le buste représenté ici. Cette statue appartient au Musée d'Amsterdam.